# Łętownia (powiat przemyski)
Łętownia – wieś w Polsce położona w województwie podkarpackim, w powiecie przemyskim, w gminie Przemyśl. W pobliżu wsi rzeczka Łętownianka wpada do Sanu.
| SIMC    | Nazwa      | Rodzaj    |
| ------- | ---------- | --------- |
| 0608753 | Nad Łąkami | część wsi |

Wieś szlachecka, własność Lubomirskich, położona była w 1589 roku w ziemi przemyskiej województwa ruskiego. W latach 1975–1998 miejscowość należała administracyjnie do województwa przemyskiego.
Wierni Kościoła rzymskokatolickiego należą do parafii MB Częstochowskiej w Kuńkowcach w dekanacie Przemyśl II. We wsi znajduje się murowany kościół filialny pw. św. Stanisława Kostki, wzniesiony w latach 1910–1914.